# Список эпизодов телесериала «Клан Сопрано»
Это полный список эпизодов сериала «Сопрано» телевизионной драмы, созданной Дэвидом Чейзом. Премьера сериала состоялась на HBO в США 10 января 1999 года, а последнюю серию показали 10 июня 2007 года.
Всего в сериале 86 эпизодов, объединённых в шесть сезонов. Первые пять сезонов состоят из тринадцати серий, но шестой сезон состоит из двадцати одной серии.

## Обзор сезонов
| Сезон | Сезон | Эпизоды | Эпизоды       | Оригинальная дата показа | Оригинальная дата показа |
| Сезон | Сезон | Эпизоды | Эпизоды       | Премьера сезона          | Финал сезона             |
| ----- | ----- | ------- | ------------- | ------------------------ | ------------------------ |
|       | 1     | 13      | 13            | 10 января 1999           | 4 апреля 1999            |
|       | 2     | 13      | 13            | 16 января 2000           | 9 апреля 2000            |
|       | 3     | 13      | 13            | 4 марта 2001             | 20 мая 2001              |
|       | 4     | 13      | 13            | 15 сентября 2002         | 8 декабря 2002           |
|       | 5     | 13      | 13            | 7 марта 2004             | 6 июня 2004              |
|       | 6     | 21      | 12            | 12 марта 2006            | 4 июня 2006              |
| 9     | 6     | 21      | 8 апреля 2007 | 10 июня 2007             |                          |

## Эпизоды

### Сезон 1 (1999)
| № общий | № в сезоне | Название                                                             | Режиссёр              | Автор сценария                                | Дата премьеры   | Зрители (млн) |
| ------- | ---------- | -------------------------------------------------------------------- | --------------------- | --------------------------------------------- | --------------- | ------------- |
| 1       | 1          | «Клан Сопрано» «The Sopranos»                                        | Дэвид Чейз            | Дэвид Чейз                                    | 10 января 1999  | 3,45          |
| 2       | 2          | «46-й размер» «46 Long»                                              | Дэн Аттиас            | Дэвид Чейз                                    | 17 января 1999  | н/д           |
| 3       | 3          | «Отрицание, гнев, принятие» «Denial, Anger, Acceptance»              | Ник Гомес             | Марк Сарачени                                 | 24 января 1999  | н/д           |
| 4       | 4          | «Медоулендс» «Meadowlands»                                           | Джон Паттерсон        | Джейсон Кэхилл                                | 31 января 1999  | н/д           |
| 5       | 5          | «Колледж» «College»                                                  | Аллен Култер          | Джеймс Манос-мл. и Дэвид Чейз                 | 7 февраля 1999  | н/д           |
| 6       | 6          | «Мир по Сопрано» «Pax Soprana»                                       | Алан Тейлор           | Фрэнк Рензулли                                | 14 февраля 1999 | н/д           |
| 7       | 7          | «Даун Нек» «Down Neck»                                               | Лоррейн Сенна Феррара | Робин Грин и Митчелл Бёрджесс                 | 21 февраля 1999 | н/д           |
| 8       | 8          | «Легенда о Теннесси Молтисанти» «The Legend of Tennessee Moltisanti» | Тим Ван Паттен        | Фрэнк Рензулли и Дэвид Чейз                   | 28 февраля 1999 | н/д           |
| 9       | 9          | «Бо́ка» «Boca»                                                        | Энди Волк             | Джейсон Кэхилл, Робин Грин и Митчелл Бёрджесс | 7 марта 1999    | н/д           |
| 10      | 10         | «Хит — это хит» «A Hit Is a Hit»                                     | Мэттью Пенн           | Джо Боссо и Фрэнк Рензулли                    | 14 марта 1999   | н/д           |
| 11      | 11         | «Никто ничего не знает» «Nobody Knows Anything»                      | Генри Дж. Бронштейн   | Фрэнк Рензулли                                | 21 марта 1999   | н/д           |
| 12      | 12         | «Изабелла» «Isabella»                                                | Аллен Култер          | Робин Грин и Митчелл Бёрджесс                 | 28 марта 1999   | 4,19          |
| 13      | 13         | «Я мечтаю о Джинни Кусамано» «I Dream of Jeannie Cusamano»           | Джон Паттерсон        | Дэвид Чейз                                    | 4 апреля 1999   | 5,22          |

### Сезон 2 (2000)
| № общий | № в сезоне | Название                                                                 | Режиссёр            | Автор сценария                                | Дата премьеры   | Зрители в США (млн) |
| ------- | ---------- | ------------------------------------------------------------------------ | ------------------- | --------------------------------------------- | --------------- | ------------------- |
| 14      | 1          | «Парень идёт к психиатру...» «Guy Walks into a Psychiatrist's Office...» | Аллен Култер        | Джейсон Кэхилл                                | 16 января 2000  | 7,64                |
| 15      | 2          | «Не реанимировать» «Do Not Resuscitate»                                  | Мартин Брюсл        | Робин Грин, Митчелл Бёрджесс и Фрэнк Рензулли | 23 января 2000  | 5,33                |
| 16      | 3          | «Ну я, блин, поскакала» «Toodle Fucking-Oo»                              | Ли Тамахори         | Фрэнк Рензулли                                | 30 января 2000  | 5,60                |
| 17      | 4          | «Коммендатори» «Commendatori»                                            | Тим Ван Паттен      | Дэвид Чейз                                    | 6 февраля 2000  | 7,16                |
| 18      | 5          | «Большие девочки не плачут» «Big Girls Don't Cry»                        | Тим Ван Паттен      | Теренс Уинтер                                 | 13 февраля 2000 | 5,34                |
| 19      | 6          | «Беззаботный странник» «The Happy Wanderer»                              | Джон Паттерсон      | Фрэнк Рензулли                                | 20 февраля 2000 | 5,83                |
| 20      | 7          | «D-девочка» «D-Girl»                                                     | Аллен Култер        | Тодд А. Кесслер                               | 27 февраля 2000 | 6,66                |
| 21      | 8          | «Цельнокожаная куртка» «Full Leather Jacket»                             | Аллен Култер        | Робин Грин и Митчелл Бёрджесс                 | 5 марта 2000    | 6,29                |
| 22      | 9          | «Откуда в Вечность?» «From Where to Eternity»                            | Генри Дж. Бронштейн | Майкл Империоли                               | 12 марта 2000   | 7,18                |
| 23      | 10         | «Разорение» «Bust Out»                                                   | Джон Паттерсон      | Фрэнк Рензулли, Робин Грин и Митчелл Бёрджесс | 19 марта 2000   | 7,62                |
| 24      | 11         | «Домашний арест» «House Arrest»                                          | Тим Ван Паттен      | Теренс Уинтер                                 | 26 марта 2000   | N/A                 |
| 25      | 12         | «Рыцарь в блестящих доспехах» «The Knight in White Satin Armor»          | Аллен Култер        | Робин Грин и Митчелл Бёрджесс                 | 2 апреля 2000   | 5,44                |
| 26      | 13         | «Весёлый дом» «Funhouse»                                                 | Джон Паттерсон      | Дэвид Чейз и Тодд А. Кесслер                  | 9 апреля 2000   | 8,97                |

### Сезон 3 (2001)
| № общий | № в сезоне | Название                                                               | Режиссёр            | Автор сценария | Дата премьеры  | Зрители в США (млн) |
| ------- | ---------- | ---------------------------------------------------------------------- | ------------------- | --- | -------------- | ------------------- |
| 27      | 1          | «Недалеко от мистера Руджерио» «Mr. Ruggerio's Neighborhood»           | Аллен Култер        | Дэвид Чейз | 4 марта 2001   | 11,26               |
| 28      | 2          | «Прощай, Ливушка» «Proshai, Livushka»                                  | Тим Ван Паттен      | Дэвид Чейз | 4 марта 2001   | 11,35               |
| 29      | 3          | «Баловень судьбы» «Fortunate Son»                                      | Генри Дж. Бронштейн | Тодд А. Кесслер | 11 марта 2001  | 8,37                |
| 30      | 4          | «Работник месяца» «Employee of the Month»                              | Джон Паттерсон      | Робин Грин и Митчелл Бёрджесс | 18 марта 2001  | 7,96                |
| 31      | 5          | «Ещё одна зубочистка» «Another Toothpick»                              | Джек Бендер         | Теренс Уинтер | 25 марта 2001  | 7,40                |
| 32      | 6          | «Университет» «University»                                             | Аллен Култер        | Сюжет: Дэвид Чейз, Теренс Уинтер, Тодд А. Кесслер, Робин Грин, Митчелл Бёрджесс Телесценарий: Теренс Уинтер и Сальваторе Дж. Стабиле | 1 апреля 2001  | 8,44                |
| 33      | 7          | «Второе мнение» «Second Opinion»                                       | Тим Ван Паттен      | Лоуренс Коннер | 8 апреля 2001  | 9,21                |
| 34      | 8          | «Он воскрес» «He Is Risen»                                             | Аллен Култер        | Робин Грин, Митчелл Бёрджесс и Тодд А. Кесслер                                                                                       | 15 апреля 2001 | 8,60                |
| 35      | 9          | «Моцарелла-обличитель» «The Telltale Moozadell»                        | Дэн Аттиас          | Майкл Империоли | 22 апреля 2001 | 8,64                |
| 36      | 10         | «Спаси нас всех от власти Сатаны» «…To Save Us All from Satan's Power» | Джек Бендер         | Робин Грин и Митчелл Бёрджесс | 29 апреля 2001 | 8,44                |
| 37      | 11         | «Пайн Барренс» «Pine Barrens»                                          | Стив Бушеми         | Сюжет: Тим Ван Паттен и Теренс Уинтер Телесценарий: Теренс Уинтер                                                                    | 6 мая 2001     | 8,79                |
| 38      | 12         | «Безумная, всепоглощающая любовь» «Amour Fou»                          | Тим Ван Паттен      | Сюжет: Дэвид Чейз Телесценарий: Фрэнк Рензулли                                                                                       | 13 мая 2001    | 5,81                |
| 39      | 13         | «Армия из одного» «Army of One»                                        | Джон Паттерсон      | Дэвид Чейз и Лоуренс Коннер | 20 мая 2001    | 9,46                |

Примечание
1. ↑  Из-за того, что значительное количество передач не было доступно для просмотра, вместо них зрители смотрели что-либо другое.

### Сезон 4 (2002)
| № общий | № в сезоне | Название                                                                  | Режиссёр            | Автор сценария | Дата премьеры    | Зрители в США (млн) |
| ------- | ---------- | ------------------------------------------------------------------------- | ------------------- | --- | ---------------- | ------------------- |
| 40      | 1          | «Для всех долгов, публичных и частных» «For All Debts Public and Private» | Аллен Култер        | Дэвид Чейз | 15 сентября 2002 | 13,43               |
| 41      | 2          | «Без показа» «No Show»                                                    | Джон Паттерсон      | Теренс Уинтер и Дэвид Чейз | 22 сентября 2002 | 11,21               |
| 42      | 3          | «Христофор» «Christopher»                                                 | Тим Ван Паттен      | Сюжет: Майкл Империоли и Мария Лаурино Телесценарий: Майкл Империоли                                                                   | 29 сентября 2002 | 10,97               |
| 43      | 4          | «Вес» «The Weight»                                                        | Джек Бендер         | Теренс Уинтер | 6 октября 2002   | 10,67               |
| 44      | 5          | «Пирожок» «Pie-O-My»                                                      | Генри Дж. Бронштейн | Робин Грин и Митчелл Бёрджесс | 13 октября 2002  | 9,76                |
| 45      | 6          | «Все несчастны» «Everybody Hurts»                                         | Стив Бушеми         | Майкл Империоли | 20 октября 2002  | 10,46               |
| 46      | 7          | «Слишком много смотришь телевизор» «Watching Too Much Television»         | Джон Паттерсон      | Сюжет: Дэвид Чейз, Робин Грин, Митчелл Бёрджесс и Теренс Уинтер Телесценарий: Теренс Уинтер и Ник Сантора                              | 27 октября 2002  | 9,72                |
| 47      | 8          | «Слияния и поглощения» «Mergers and Acquisitions»                         | Дэн Аттиас          | Сюжет: Дэвид Чейз, Робин Грин, Митчелл Бёрджесс и Теренс Уинтер Телесценарий: Лоуренс Коннер                                           | 3 ноября 2002    | 10,97               |
| 48      | 9          | «Кто бы это ни сделал» «Whoever Did This»                                 | Тим Ван Паттен      | Робин Грин и Митчелл Бёрджесс | 10 ноября 2002   | 9,83                |
| 49      | 10         | «Сильная, молчаливая личность» «The Strong, Silent Type»                  | Алан Тейлор         | Сюжет: Дэвид Чейз Телесценарий: Теренс Уинтер, Робин Грин и Митчелл Бёрджесс                                                           | 17 ноября 2002   | 10,68               |
| 50      | 11         | «Вызываю все машины» «Calling All Cars»                                   | Тим Ван Паттен      | Сюжет: Дэвид Чейз, Робин Грин, Митчелл Бёрджесс и Теренс Уинтер Телесценарий: Дэвид Чейз, Робин Грин, Митчелл Бёрджесс и Дэвид Флеботт | 24 ноября 2002   | 11,12               |
| 51      | 12         | «Элоиза» «Eloise»                                                         | Джеймс Хейман       | Теренс Уинтер | 1 декабря 2002   | 11,07               |
| 52      | 13         | «Уайткэпс» «Whitecaps»                                                    | Джон Паттерсон      | Робин Грин, Митчелл Бёрджесс и Дэвид Чейз                                                                                              | 8 декабря 2002   | 12,48               |

### Сезон 5 (2004)
| № общий | № в сезоне | Название                                                 | Режиссёр         | Автор сценария                            | Дата премьеры  | Зрители в США (млн) |
| ------- | ---------- | -------------------------------------------------------- | ---------------- | ----------------------------------------- | -------------- | ------------------- |
| 53      | 1          | «Два Тони» «Two Tonys»                                   | Тим Ван Паттен   | Теренс Уинтер и Дэвид Чейз                | 7 марта 2004   | 12,14               |
| 54      | 2          | «Крысиная стая» «Rat Pack»                               | Алан Тейлор      | Мэттью Вайнер                             | 14 марта 2004  | 9,97                |
| 55      | 3          | «Где Джонни?» «Where's Johnny?»                          | Джон Паттерсон   | Майкл Калео                               | 21 марта 2004  | 10,11               |
| 56      | 4          | «Все счастливые семьи» «All Happy Families...»           | Родриго Гарсиа   | Тони Калем                                | 28 марта 2004  | 9,69                |
| 57      | 5          | «Неровная по краям» «Irregular Around the Margins»       | Аллен Култер     | Робин Грин и Митчелл Бёрджесс             | 4 апреля 2004  | N/A                 |
| 58      | 6          | «Воспитание чувств» «Sentimental Education»              | Питер Богданович | Мэттью Вайнер                             | 11 апреля 2004 | 9,93                |
| 59      | 7          | «В Камелоте» «In Camelot»                                | Стив Бушеми      | Теренс Уинтер                             | 18 апреля 2004 | 9,08                |
| 60      | 8          | «Марко Поло» «Marco Polo»                                | Джон Паттерсон   | Майкл Империоли                           | 25 апреля 2004 | N/A                 |
| 61      | 9          | «Неопознанные чёрные мужчины» «Unidentified Black Males» | Тим Ван Паттен   | Мэттью Вайнер и Теренс Уинтер             | 2 мая 2004     | 8,96                |
| 62      | 10         | «Холодная нарезка» «Cold Cuts»                           | Майк Фиггис      | Робин Грин и Митчелл Бёрджесс             | 9 мая 2004     | 8,48                |
| 63      | 11         | «Тест-сон» «The Test Dream»                              | Аллен Култер     | Дэвид Чейз и Мэттью Вайнер                | 16 мая 2004    | 9,53                |
| 64      | 12         | «Стоянка длительного хранения» «Long Term Parking»       | Тим Ван Паттен   | Теренс Уинтер                             | 23 мая 2004    | 9,50                |
| 65      | 13         | «При всём уважении» «All Due Respect»                    | Джон Паттерсон   | Дэвид Чейз, Робин Грин и Митчелл Бёрджесс | 6 июня 2004    | 10,98               |

### Сезон 6 (2006—2007)
| № общий | № в сезоне | Название                                                                           | Режиссёр       | Автор сценария                                           | Дата премьеры  | Зрители в США (млн) |
| ------- | ---------- | ---------------------------------------------------------------------------------- | -------------- | -------------------------------------------------------- | -------------- | ------------------- |
| 66      | 1          | «Только для членов клуба» «Members Only»                                           | Тим Ван Паттен | Теренс Уинтер                                            | 12 марта 2006  | 9,47                |
| 67      | 2          | «Добро пожаловать в клуб» «Join the Club»                                          | Дэвид Наттер   | Дэвид Чейз                                               | 19 марта 2006  | 9,18                |
| 68      | 3          | «Хаос» «Mayham»                                                                    | Джек Бендер    | Мэттью Вайнер                                            | 26 марта 2006  | 8,93                |
| 69      | 4          | «Мягкая часть бедра» «The Fleshy Part of the Thigh»                                | Алан Тейлор    | Дайан Фролов и Эндрю Шнайдер                             | 2 апреля 2006  | 8,83                |
| 70      | 5          | «Мистер и миссис Джон Сакримони приглашают» «Mr. & Mrs. John Sacrimoni Request...» | Стив Бушеми    | Теренс Уинтер                                            | 9 апреля 2006  | 8,58                |
| 71      | 6          | «Живи свободным или умри» «Live Free or Die»                                       | Тим Ван Паттен | Дэвид Чейз, Теренс Уинтер, Робин Грин и Митчелл Бёрджесс | 16 апреля 2006 | 7,94                |
| 72      | 7          | «Зал подарков» «Luxury Lounge»                                                     | Дэнни Лейнер   | Мэттью Вайнер                                            | 23 апреля 2006 | 8,50                |
| 73      | 8          | «Блинчики от Джонни» «Johnny Cakes»                                                | Тим Ван Паттен | Дайан Фролов и Эндрю Шнайдер                             | 30 апреля 2006 | 8,54                |
| 74      | 9          | «Карусель» «The Ride»                                                              | Алан Тейлор    | Теренс Уинтер                                            | 7 мая 2006     | 8,50                |
| 75      | 10         | «Мо и Джо» «Moe n' Joe»                                                            | Стив Шилл      | Мэттью Вайнер                                            | 14 мая 2006    | 7,66                |
| 76      | 11         | «Холодные камни» «Cold Stones»                                                     | Тим Ван Паттен | Дайан Фролов, Эндрю Шнайдер и Дэвид Чейз                 | 21 мая 2006    | 7,64                |
| 77      | 12         | «Каиша» «Kaisha»                                                                   | Алан Тейлор    | Теренс Уинтер, Дэвид Чейз и Мэттью Вайнер                | 4 июня 2006    | 8,42                |
| 78      | 13         | «Домашние фильмы Сопрано» «Soprano Home Movies»                                    | Тим Ван Паттен | Дайан Фролов, Эндрю Шнайдер, Дэвид Чейз и Мэттью Вайнер  | 8 апреля 2007  | 7,66                |
| 79      | 14         | «Пятая стадия» «Stage 5»                                                           | Алан Тейлор    | Теренс Уинтер                                            | 15 апреля 2007 | 7,40                |
| 80      | 15         | «А помнишь...?» «Remember When»                                                    | Фил Абрахам    | Теренс Уинтер                                            | 22 апреля 2007 | 6,85                |
| 81      | 16         | «В погоне» «Chasing It»                                                            | Тим Ван Паттен | Мэттью Вайнер                                            | 29 апреля 2007 | 6,80                |
| 82      | 17         | «Ходи как мужчина» «Walk Like a Man»                                               | Теренс Уинтер  | Теренс Уинтер                                            | 6 мая 2007     | 7,16                |
| 83      | 18         | «Кеннеди и Хайди» «Kennedy and Heidi»                                              | Алан Тейлор    | Мэттью Вайнер и Дэвид Чейз                               | 13 мая 2007    | 6,50                |
| 84      | 19         | «Второе пришествие» «The Second Coming»                                            | Тим Ван Паттен | Теренс Уинтер                                            | 20 мая 2007    | 7,34                |
| 85      | 20         | «Голубая комета» «The Blue Comet»                                                  | Алан Тейлор    | Дэвид Чейз и Мэттью Вайнер                               | 3 июня 2007    | 8,02                |
| 86      | 21         | «Сделано в Америке» «Made in America»                                              | Дэвид Чейз     | Дэвид Чейз                                               | 10 июня 2007   | 11,90               |